# Vetus Testamentum
Vetus Testamentum (VT) ist eine Fachzeitschrift zu Themen des Alten Testaments und erscheint seit 1951 vierteljährlich beim Verlag Brill in Leiden, Niederlande. Die Zeitschrift enthält Artikel und Rezensionen in Englisch, Deutsch und Französisch.
Herausgeberin der Zeitschrift ist gegenwärtig Annette Schellenberg.

## Geschichte
Die Gründung einer Zeitschrift war eines der Ziele der 1950 in Leiden gegründeten International Organization for the Study of the Old Testament. Die Zeitschrift sollte als internationales Forum für die alttestamentliche Wissenschaft dienen und zugleich ein Gegengewicht zu der während der Herrschaft des Nationalsozialismus diskreditierten Zeitschrift für die alttestamentliche Wissenschaft (ZAW) bilden, in der einige namhafte Forscher nicht mehr publizieren wollten, darunter Albrecht Alt, Martin Noth und Gerhard von Rad.
Seit 1953 wird die Zeitschrift durch eine Monographienreihe, Supplements to Vetus Testamentum, ergänzt.